# Падбол
Падбол або падбол — це командний вид спорту, який поєднує футбол і падл-теніс. Сьогодні він присутній більш ніж у 30 країнах.
У 2013 році відбувся перший Кубок світу з падболу, на якому чемпіонами світу стала іспанська пара у складі Елеазара Оканья та Тоні Паласіоса.
У 2014 році це було друге видання, і вінцем знову стала іспанська пара Хуанмі Ернандес і Хуан Альберто Рамон.
У 2016 році третій Чемпіонат світу відбувся в Пунта-дель-Есте, Уругвай, де Іспанія знову була коронована Хуанмі Ернандесом, Хуаналем Рамоном і Мігу Барсело після 6-3, 4-6, 6-3 проти аргентинського дуету, що складається з Гонсало Майдана і Томас Лабаєн. Жіноча категорія відбулася вперше, де румунки Гергель і К'яр тріумфували проти іспанок Родрігес і Флорес.
У 2023 році IV Чемпіонат світу з падболу проходив у бразильському місті Сантос, штат Сан-Паулу. З рекордною участю 18 різних національностей турнір виграли представники Румунії, команда, сформована Олівіаном Суругіу, Вікторасом Попеску (стартери) та Рафаелем Васіле та Михайлом Тіплічем (замінні гравці).

## Історія
Padbol був створений у 2008 році Густаво Мігуенсом, який прагнув надати більше динамізму популярній грі в теніс. Він ввів стіни та, спираючись на прості правила, завдяки різноманітності відскоків і непотрібним футбольним навичкам, він прагнув зробити Падбол сучасним видом спорту.
Перший майданчик для падболу був встановлений у Ла-Платі на початку 2011 року, а потім він швидко розширився по всій Аргентині, і корти були створені в Мар-дель-Плата, Некочеа, Рохас, Пунта-Альта, Ушуайя, серед інших, отримавши багато послідовників протягом кількох років. його запуск.
Навіть у перші роки розвитку вже можна було побачити, що Padbol був дуже добре сприйнятий людьми, дійшовши до того, що Ніко Ренедо, його генеральний менеджер, заявив в інтерв'ю, що «Padbol на шляху до того, щоб стати олімпійським змаганням»

### Перші країни
З моменту створення цей вид спорту поширився в кількох країнах, особливо в Аргентині,, а й в Іспанії,  Уругвай, Бразилія, Італія.

### Розширення
Padbol почав відкривати нові землі як в Америці з Мексикою,, так і в Європі з Португалією, Швецією, Румунією. У 2015 році приєдналися Австралія, Франція, Панама, Данія, Швейцарія та Китай. У 2016 році США приєдналися. У 2017 році приєдналися Бельгія, Пуерто-Ріко, Німеччина, Болівія, Еквадор і Парагвай. У 2018 році приєдналася Чилі а з часом приєдналися інші європейські країни, такі як Австрія, Ліхтенштейн, Польща та Великобританія; Його коріння на Близькому Сході виросло через події в Об’єднаних Арабських Еміратах, Катарі, Ізраїлі, Кувейті, Бахрейні, Омані тощо.
Перші об’єкти в Сполучених Штатах планують відкрити у 2024 році. Вони будуть створені за системою франчайзингу, яка вже викликала значний інтерес на цьому перспективному ринку.

## Ігрове поле або доріжка

### Розміри колії
Ігрова зона являє собою прямокутник 10 метрів завдовжки і 6 метрів завширшки (внутрішні розміри). Він розділений поперечно сіткою, яка підвішена на металевому тросі діаметром не більше 1 сантиметра, кінці якого прикріплені до двох опорних стовпів, а його внутрішні сторони збігаються з бічними межами корту. Падбол має великий розмір, у якому корт може мати різні вимірювання.

### Кошти
На кожній із задніх сторін ігрової зони є фронтон і дві бічні стінки, прикріплені до нього. Фронтон і бічні стіни повинні бути не менше 2,50 м і бути рівними одна одній.

### Сітка
Сітка рабиця може бути художньої або ромбоподібної; Розмір отвору сітки (виміряний уздовж його діагоналей) має бути більше 4,50 сантиметрів і менше 5,75 сантиметрів. Він також повинен дозволяти м'ячу відскакувати від нього.
Висота сітки становить від 90 до 100 сантиметрів у центрі та максимум 100 сантиметрів на її кінцях, і вона утримується натягнутою донизу в центральній точці білою стрічкою шириною не більше 5 сантиметрів (центральний ремінь). Смужка або смуга одного кольору, вільна від написів і шириною мінімум 6 сантиметрів і максимум 8 сантиметрів - однакова з обох боків сітки - покриває металевий трос по всій його довжині.
По обидва боки сітки та паралельно їй розмежовані лінії подачі або подачі шириною 5 сантиметрів, які починаються на відстані 3,25 метра від сітки. Подібним чином дві зони, які таким чином включені між сіткою та лініями подачі, будуть розділені точно навпіл лінією, перпендикулярною до них, шириною 5 сантиметрів і визначеною як центральна лінія подачі.

### Доступ
Для забезпечення доступу до майданчика для футволею має бути щонайменше один прохід, який відповідає таким вимогам: мінімальна ширина 0,60 метра та мінімальна висота 2 метри. Цей прохід може мати двері або залишатися відкритим.
Якщо проходи до ігрового поля не обладнані дверима, вони повинні розташовуватися поруч із сіткою та мати ширину від 0,60 до 1,00 метра з кожного боку від неї. У випадку наявності дверей їхній дизайн повинен бути таким, щоб не заважати проведенню гри.

## Ігрові майданчики або зони

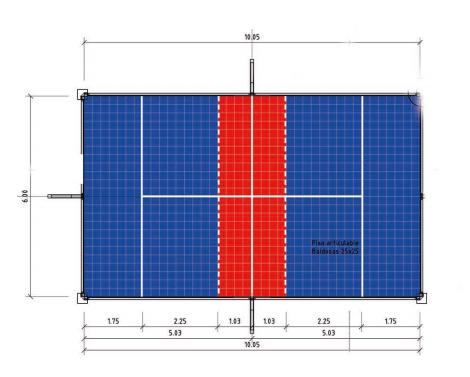
Ігрові зони в Падболі.

Є три зони: зона обслуговування, зона прийому та червона зона.
Зона подачі: це місце, де повинен розташовуватися гравець, який подає, і воно відмежоване лінією, що знаходиться на відстані 3,25 метра від сітки, бічних стінок і задньої стінки.
Зона прийому: це зона, розташована між сіткою, центральною лінією подачі, розділовою лінією, яка проходить від боку до краю майданчика (по ширині), і скляною стороною та/або стіною, яка закриває цей периметр. Лінії, позначені на підлозі, включені в Прямокутник, дійсний для подачі.
Червона зона: це зона, яка утворюється в одному метрі від кожного боку сітки, відмежована лінією між розрізом і по ширині всього майданчика. Він повинен бути червоним.

## Розділові знаки
Матчі будуть зіграні в кращому з 3 сетів або етапів, і можуть бути зіграні в кращому з 5 сетів максимум. Використовується тенісна система підрахунку очок.

## Падбол м'яч
М'яч повинен мати однорідну зовнішню поверхню і бути білого або жовтого кольору.
Якщо на ньому є шви, то вони будуть без швів.
Його периметр повинен становити 670 мм, він повинен бути на всю довжину, виготовлений з поліуретану, а його вага може коливатися від 380 грамів до 400 грамів.

## Матч

### Подача
Гравець, який виконує подачу, повинен стояти обома ногами за лінією подачі і вдарити по м’ячу в тій самій зоні перед ударом по м’ячу. Відскік або відскок м'яча перед подачею не повинен перевищувати висоту стегон подаваючого.
Зона, придатна для правильного відскоку м’яча під час подачі на стороні приймаючого, буде зоною між сіткою, центральною лінією подачі, розділовою лінією, яка проходить від боку до краю майданчика, і скляною стороною та/або стіною. що замикає цей периметр. Лінії, позначені на підлозі, включені до прямокутника сервірування.
Якщо будь-яка з цих вимог не виконується, це буде вважатися фолом, і буде виконано другу подачу з такими ж правилами, як і першу. Якщо друга подача пропущена, це буде очко для суперницької пари.

### Продовження гри
Після завершення подачі м’яч буде в грі, і, якщо не буде пропущено фол або віддача, він залишатиметься в грі до завершення очка. М'яч буде бити по черзі одним і іншим гравцями однієї команди, щонайменше два удари і максимум три. Після того, як останній з ударів вичерпано, м’яч має бути кинутий у бік поля суперника, де пара суперників також матиме шип і відповідні два удари мінімум і три максимум.

### Використання стін

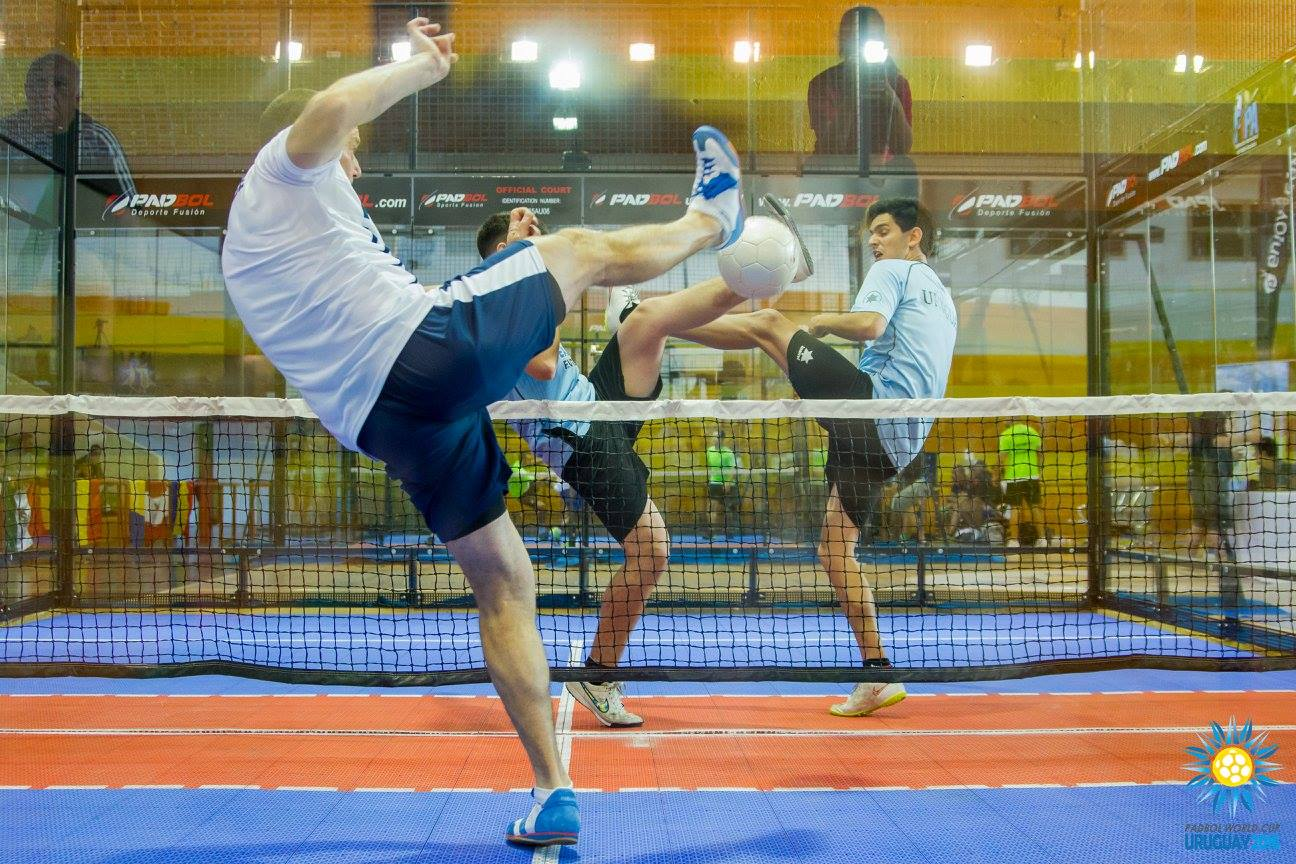
Залп

Стіни можна використовувати для відскоків у бік протилежного майданчика, тобто будь-який гравець може повернути м’яч одним ударом, якщо він відбиває його об одну з бічних або задніх стін. Крім того, що він може передати його на поле суперника через стіни, він також може передати його своєму товаришу по команді через стіну, при цьому цей відскок не зараховується як один із трьох дозволених.

### Пряме попадання в червону зону
Після подачі гравець, який приймає, не може вдарити м’яч повітрям. Але, за винятком повернення, м’яч може бути забитий будь-яким гравцем і будь-якою частиною тіла (крім рук, передпліч і кистей), якщо він торкається частини червоної зони, яка є областю, позначеною червоним.

## Конкурси

### Кубок світу з падболу

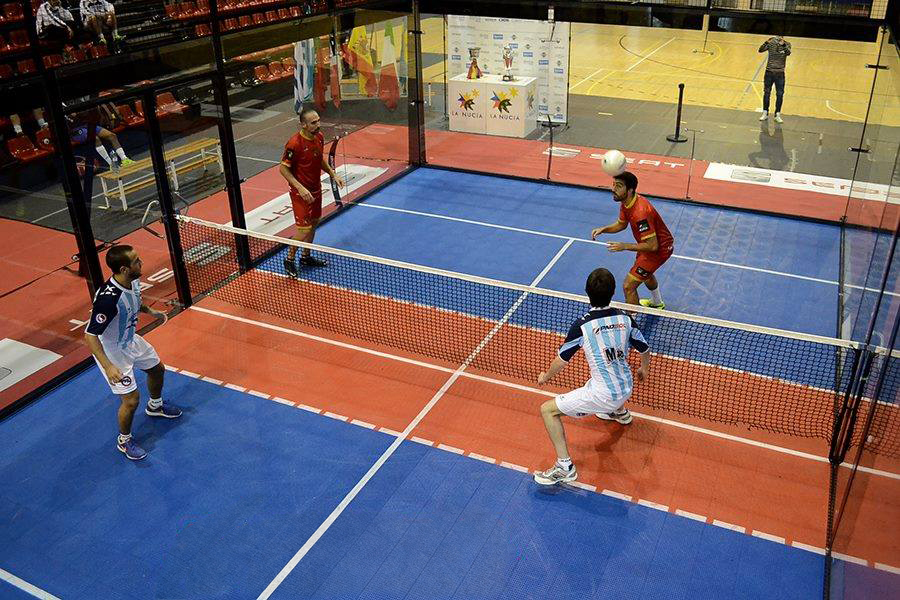
Матч падбол, що відповідає ЧС-2014 - Аргентина проти Іспанії.

У березні 2013 року в Ла-Платі, Аргентина, відбувся перший чемпіонат світу з падболу. Іспанська пара у складі Елеазара Оканьї та Тоні Паласіоса виграла у фіналі своїх співвітчизників Кан Саіса та Клаудіо Родрігеса Алонсо з дублем 6-1, ставши першими чемпіонами в історії Падболу. 20, 21, 22 і 23 листопада 2014 року відбувся другий Чемпіонат світу з падболу. Штаб-квартира була Ла Нусія, Аліканте, Іспанія. Хуан Альберто Рамон і Хуан Мігель Ернандес стали чемпіонами після перемоги над Елеазаром Оканья і Тоні Паласіосом з рахунком 6-4 і 7-5. Третій чемпіонат світу відбувся в листопаді 2016 року в Пунта-дель-Есте, Уругвай, де Іспанія знову була коронована Хуанмі Ернандесом, Хуаналем Рамоном і Міге Барсело після 6-3, 4-6, 6-3 проти дуету. Аргентина у складі Гонсало Майдани та Томаса Лабаєна. Жіноча категорія відбулася вперше, де Анемія Гергель і Флорі Чіар перемогли над іспанками Патрісією Флорес і Марією Родрігес. У 2023 році, залишивши пандемію в минулому, IV Чемпіонат світу з падболу відбувся в бразильському містечку Сантос, штат Сан-Паулу. З рекордною участю 18 різних національностей турнір виграли представники Румунії, команда, сформована Олівіаном Суругіу, Вікторасом Попеску (стартери) та Рафаелем Васіле та Михайлом Тіплічем (замінні гравці).

### Міжконтинентальний кубок з падболу
У цьому змаганні були представлені клуби різних асоціацій. У листопаді 2015 року на Канарських островах відбувся перший турнір , в якому взяли участь клуби з 10 країн. Переможцем став Падбол Канаріо (Алмейда/Бельза) після перемоги 6-3 6-3 над клубом Ла Мека Падбол (Майдана/Нарбайц) з Аргентини.

### Континентальні турніри
- Padbol Euro Cup 2017: перший турнір відбувся у вересні 2017 року в Констанці, Румунія, і об’єднав вісім асоціацій (Румунія, Іспанія, Португалія, Франція, Німеччина, Швеція, Бельгія та Італія). Іспанія стала чемпіоном у парі у складі Хуанмі Ернандеса та Мігеля Анхеля Барсело.
- Copa América de Padbol 2017: Сорокаба, Бразилія, прийняла континентальний дебют. Аргентина, з тріо Майдана. Г-Лабаєн-Майдана. Р, став чемпіоном після перемоги у трьох сетах у фіналі над Уругваєм (Буено-Санроман).

### Регіональні турніри
- Кубок 2 націй: Турнір між асоціаціями Аргентини та Уругваю. У червні 2016 року відбувся перший турнір у La Meca Padbol Club, Ла-Плата, який виграла Аргентина.[35]

### Національні турніри
Кожна асоціація проводить національні турніри, які надають місця для міжнародних турнірів.
- Іспанія: національний чемпіонат Іспанії з падболу
- Аргентина: Національний чемпіонат Аргентини з падболу 2016

## Рейтинг
* Біг
| рік      | Топ                          | Друге місце                 | Третє місце                                  |
| -------- | ---------------------------- | --------------------------- | -------------------------------------------- |
| 2017 рік | Хуанмі Ернандес (2170 очок)  | Гонсало Майдана (2000 очок) | Томас Лабаєн (1870 очок)                     |
| 2016 рік | Рамон/Ернандес (2340 очок)   | Гонсало Майдана (2005 очок) | Лісандро Нарбайц (1905 очок)                 |
| 2015 рік | Майдана/Нарбайц (1290 очок)  | Оканья/Паласіос (1130 очок) | Алмейда/Сантана (1100 очок) · Рамон/Ернандес |
| 2014 рік | Оканья/Паласіос (2450 балів) | Рамон/Ернандес (2200 очок)  | Барсело/Суау (1400 очок)                     |
| 2013 рік | Оканья/Паласіос (1900 очок)  | Саїз/Родрігес (1500 очок)   | Бернабе/Масія (1150 очок)                    |